# Bradlecká Lhota
Bradlecká Lhota là một làng thuộc huyện Semily, vùng Liberecký, Cộng hòa Séc.